# Josef Franz Wagner
Josef Franz Wagner, född 20 mars 1856, död 5 juni 1908, var en österrikisk militär och kompositör.
Efter 21 år bröt han 1899 sin militära bana för att starta en egen militärorkester. Han hade under sin levnad komponerat över 400 verk bl.a. marschen Unter dem Doppeladler (Under dubbelörnen) – Dubbelörnen är en del av Österrikes vapen.
Trots efternamnet är han inte släkt med den kände kompositören Richard Wagner.